# Шпионский фильм
Шпио́нский фильм — кинематографический жанр, рассматривающий тему вымышленного шпионажа либо реалистично (например, экранизации произведений Джона Ле Карре), либо как основа для фэнтези (например, многие фильмы о Джеймсе Бонде). Многие шпионские романы были экранизированы в фильмы, в том числе произведения Джона Бакена, Ле Карре, Яна Флеминга и Лена Дейтона. Это важный аспект британского кино, когда ведущие британские режиссеры, такие как Альфред Хичкок и Кэрол Рид, вносят заметный вклад и многие фильмы, действие которых происходит в Британской секретной службе.
Шпионские фильмы показывают шпионскую деятельность правительственных агентов и их риск быть обнаруженными их врагами. От нацистских шпионских триллеров 1940-х годов до фильмов о Джеймсе Бонде 1960-х годов и высокотехнологичных современных блокбастеров, шпионский фильм всегда был популярен среди зрителей по всему миру. Предлагая сочетание захватывающего эскапизма, технологических острых ощущений и экзотических мест, многие шпионские фильмы сочетают жанры боевика и научной фантастики, представляя четко очерченных героев для зрителей, за которых нужно болеть, и злодеев, которых они ненавидят. Они также могут включать элементы политических триллеров. Тем не менее, есть много комедийных элементов (в основном комедийных боевиков, если они подпадают под этот жанр).
Джеймс Бонд — самый известный из киношпионов, но были также более серьёзные, исследовательские работы, такие как «Шпион, пришедший с холода», которые также появились после холодной войны. В 1990-х, когда холодная война закончилась, новым злодеем стал терроризм, а также чаще был задействован Ближний Восток.

## История
Жанр шпионского кино начался в эпоху немого кино. Первая Мировая война породила британскую немецкую шпионскую опасность 1914 года, сосредоточенную на заговоре с целью взорвать здание парламента, и O.H.M.S. 1913 года, означающего «Наши беспомощные миллионы спасены», а также на службе Его Величества (и впервые представили сильного женского персонажа, который помогает герою).
В 1928 году Фриц Ланг снял фильм «Шпионы», который содержал много тропов, которые стали популярными в более поздних шпионских драмах, включая секретную штаб-квартиру, агента, известного по ряду, и прекрасного иностранного агента, который влюбляется в героя. Фильм «Доктор Мабузе, игрок» того периода также содержит элементы шпионских триллеров, хотя центральным персонажем является криминальный вдохновитель, интересующийся только шпионажем ради прибыли. Несколько американских фильмов Ланга также посвящены шпионам во время Второй мировой войны.
Альфред Хичкок многое сделал для популяризации шпионского фильма в 1930-х годах со своими влиятельными триллерами «Человек, который слишком много знал» (1934), «Тридцать девять ступеней» (1935), «Саботаж» (1937) и «Леди исчезает» (1938). Они часто включали в себя вовлечение ни в чём не повинных гражданских лиц в международные заговоры или паутину диверсантов на тылу, как в «Диверсант» (1942). Некоторые, однако, имели дело с профессиональными шпионами, как в фильме Хичкока «Секретный агент» (1936), основанном на или серия «Мистер Мото».
В 1940-х и начале 1950-х годов было снято несколько фильмов о подвигах агентов союзников в оккупированной Европе, которые, вероятно, можно рассматривать как поджанр. «Дом 13 по улице Мадлен» и O.S.S. были вымышленными историями об американских агентах в оккупированной Германией Франции, и было несколько фильмов, основанных на историях реальных британских агентов S.O.E., включая «Одетта» и «Carve Her Name With Pride». Более поздним вымышленным примером является Шарлотта Грей, основанная на одноимённом романе Себастьяна Фолкса.
Также в этот период было много детективных фильмов (например, «The Thin Man Goes Home» и «Charlie Chan in the Secret Service»), в которых тайна касалась того, кто украл секретные чертежи или кто похитил известного учёного.
Пиком популярности шпионского кино часто считаются 1960-е годы, когда холодная война смешается с желанием зрителей посмотреть захватывающие и напряжённые фильмы. В это время шпионаж развивался в двух направлениях. С одной стороны, реалистичные шпионские романы Лена Дейтона и Джона Ле Карре были экранизированы в относительно серьезные триллеры холодной войны, которые касались некоторых реалий шпионского мира. Некоторые из этих фильмов: «Шпион, пришедший с холода» (1965), «Дело самоубийцы» (1966), «Разорванный занавес» (1966) и серия о Гарри Палмере, основанная на романах Лена Дейтона.
В другом направлении романы о Джеймсе Бонде Яна Флеминга были экранизированы во всё более фантастическую серию насмешливых приключенческих фильмов продюсеров Гарри Зальцмана и Альберта Брокколи с Шоном Коннери в главной роли. У них были тайные и яркие суперзлодеи, архетип, который позже станет основой прорыва шпионских фильмов в середине-конце 1960-х годов. Феноменальный успех серии о Джеймсе Бонде привёл к потоку подражателей, таких как жанр eurospy и нескольких фильмов из Америки. Примечательными примерами являются два фильма о Дереке Флинте с Джеймсом Коберном в главной роли, «Меморандум Квиллера» (1966) с Джорджем Сигалом и серия о Мэтте Хелме с Дином Мартином в главной роли. Телевидение также вступило в действие с такими сериалами, как «The Man from U.N.C.L.E.» и «I Spy» в США, а также «Опасный человек» и «Мстители» в Великобритании. Шпионы остаются популярными на телевидении по сей день с такими сериалами, как «Callan», «Шпионка» и «Призраки».
Шпионские фильмы также получили возрождение в конце 1990-х годов, хотя это часто были боевики с элементами шпионажа или комедиями, такими как серия об Остине Пауэрсе. Некоторые критики определяют тенденцию от фэнтези в пользу реализма, как это наблюдается в фильме «Сириана», серии фильмов о Джейсоне Борне и фильмах о Джеймсе Бонде с Дэниелом Крейгом в главной роли со времен фильма Казино «Рояль» (2006).